# Robert Duvall
Robert Duvall (San Diego, California, 5 de enero de 1931) es un actor y director de cine estadounidense, ganador de un Premio Óscar al mejor actor en 1984, el premio BAFTA, un Premio Emmy y cuatro premios Globo de Oro, además de otros importantes premios. Se le considera como uno de los mejores actores de la historia de Hollywood.
Su debut en el mundo de cine fue en el papel de Boo Radley en la famosa película To Kill a Mockingbird (1962), protagonizada por Gregory Peck. En los años siguientes participó en otras películas ya clásicas, como La jauría humana y Bullitt, pero su verdadero salto a la fama fue cuando interpretó al personaje de Tom Hagen en El padrino (1972) y El padrino II (1974).
Fue candidato al Óscar al mejor actor de reparto por la película A Civil Action y por su papel de coronel Kilgore en Apocalypse Now (1979). También fue candidato al Óscar, pero en la categoría de mejor actor por The Great Santini, conocida en español como El don del coraje (1980), y The Apostle (1997), y lo ganó en 1984 por su papel en Tender Mercies.

## Biografía

### Primeros años
Duvall nació en San Diego, California. Su padre, William Howard Duvall, fue almirante en la Armada de los Estados Unidos, procedente de una familia de raíces francesas. Su madre fue una actriz aficionada descendiente del general Robert E. Lee. Fue el segundo de tres hermanosː su hermano mayor, William Jr. y su hermano pequeño, John (1934-2000), que fue abogado. Creció en Annapolis (Maryland), en un entorno familiar marcadamente militar cerca de la Academia Naval de los Estados Unidos.
Fue al Severn School en Severna Park (Maryland)  y siguió sus estudios en The Principia en St. Louis (Misuri). Se graduó en Arte Dramático en el Principia College de Elsah (Illinois) en 1953. Su padre era metodista y su madre era miembro de la Ciencia Cristiana. Fue criado en esta religión y ha declarado que aunque no asiste a la iglesia, esas son sus creencias.
Después de esta época escolar, sirvió en el Ejército de los Estados Unidos desde el 19 de agosto de 1953 hasta el 20 de agosto de 1954; alcanzó el rango de soldado de primera y fue reconocido con la Medalla al Servicio de la Defensa Nacional. Duvall dijo de aquella época, "era terrible en todo, excepto en la actuación: apenas podía terminar la escuela". Mientras estaba en Fort Gordon en Georgia, Duvall estuvo participando en la obra teatral de carácter amateur Room Service cerca de Augusta (Georgia).
Posteriormente, estudió interpretación en la Neighborhood Playhouse School of Theatre de Nueva York bajo la tutela de Sanford Meisner. Durante esos dos años, fue compañero de clase y amigo de Dustin Hoffman, Gene Hackman y James Caan. En 1955, Duvall fue compañero de piso de Hoffman durante un tiempo y con Hackman en otro en Nueva York.
En ese tiempo, estuvo trabajando durante seis meses en una oficina de correos de Manhattan como oficinista. Duvall aseguró que él no quería trabajar en el mismo sitio durante veinte años.

### 1952-1958ː Inicios en el teatro
Duvall comenzó su carrera profesional en el Gateway Playhouse, un grupo de teatro de verano de Bellport, Long Island. Su debut en el escenario fue en 1952 cuando hizo el papel de Piloto en Laughter In The Stars, adaptación de El principito en Gateway Theatre.
Después de un año ausente para cumplir con el servicio militar (1953–1954), volvería a Gateway en la temporada estival de 1955, con papeles como el de Eddie Davis en Time Out For Ginger de Ronald Alexander (julio de 1955), Hal Carter en Picnic de William Inge (julio de 1955), Charles Wilder en The Cat And The Canary de John Willard (agosto de 1955), Parris en The Crucible de Arthur Miller (agosto de 1955), y John the Witchboy en Dark of the Moon de William Berney y Howard Richardson (septiembre de 1955). El programa de Dark of the Moon indicaba que había interpretado al Witchboy antes y que "repetirá su famosa interpretación" de este personaje para la reposición de esta obra en la temporada de 1955. Para la temporada de 1956 de Gateway (su tercera temporada con Gateway Players), interpretó el papel de Max Halliday en Dial M for Murder de Frederick Knott (julio de 1956), Virgil Blessing en Bus Stop (agosto de 1956), y Clive Mortimer en I Am a Camera de John van Druten (agosto de 1956). Los carteles de la temporada de 1956 lo señalaron como "el favorito de la audiencia" en la última temporada y por haber "aparecido en el Neighborhood Playhouse en Nueva York y estudiado actuación con Sandy Meisner el invierno pasado".
En la temporada de 1957, apareció en papeles como el de Mr. Mayher Witness For The Prosecution de Agatha Christie (julio de 1957), Hector en Thieves' Carnivall de Jean Anouilh (julio de 1957), y el papel que él mismo calificó como el "caalizador de su carrera": Eddie Carbone A View from the Bridge de Arthur Miller (del 30 de julio al 3 de agosto de 1957, y dirigida por Ulu Grosbard, que fue el director habitual en el Gateway Theatre). El propio Miller asistió a una de las actuaciones de Duvall como Eddie, y durante esa actuación conoció a personas importantes que le permitieron, en dos meses, conseguir un "protagonista espectacular" en la serie de televisión Naked City.
Mientras apareció en el Gateway Theatre en la segunda mitad de los 50, también apareció en el Augusta Civic Theatre, el McLean Theatre en Virginia y el Arena Stage de Washington D. C. En los libretos de 1957 lo describían como "un graduado del Neighborhood Playhouse" (indicando que había completado sus estudios allí en el verano de 1957), "miembro del taller profesional de Sanford Meisner" y que había trabajado con Alvin Epstein, un mimo y miembro de la compañía de Marcel Marceau. En ese momento (también en julio de 1957), sus créditos teatrales incluían actuaciones como Jimmy en The Rainmaker y de Harvey Weems en The Midnight Caller de Horton Foote. También hacía obras punteras en el Gateway Playhouse en 1959, como el de Stanley Kowalski en A Streetcar Named Desire de Tennessee Williams (julio–agosto de 1959), Maxwell Archer en Once More with Feeling, Igor Romanoff en Romanoff and Juliet de Peter Ustinov y Joe Mancuso en The Happiest Millionaire de Kyle Crichton (agosto de 1959).
En el Neighborhood Playhouse, Meisner lo eligió para el reparto de la representación Camino Real de Tennessee Williams y el papel de Harvey Weems de la obra The Midnight Caller.
Duvall hizo su debut en el off-Broadway en el Gate Theater con el papel de Frank Gardner en la obra de George Bernard Shaw Mrs. Warren's Profession el 25 de junio de 1958. Esta obra se canceló tres días después de su estreno (el 28 de junio) después de cinco representaciones. Otros papeles del off-Broadway fueron el de Doug en Call Me By My Rightful Name de Michael Shurtleff el 31 de enero de 1961 en el One Sheridan Square y el de Bob Smith en la obra The Days and Nights of BeeBee Fenstermaker de William Snyder el 17 de septiembre de 1962 hasta el 9 de junio de 1963 en el Sheridan Square Playhouse. Pero su papel más importante en el off-Broadway, y por el que ganó el Premio Obie en 1965 fue el de volver a encarnar a Eddie Carbone en A View From the Bridge en el Sheridan Square Playhouse del 28 de junio de 1965 al 11 de diciembre de 1966. Fue dirigido nuevamente por Ulu Grosbard con Dustin Hoffman. El 2 de febrero de 1966, por fin pudo debutar en Broadway como Harry Roat, Jr Wait Until Dark de in Frederick Knott en el Ethel Barrymore Theatre. Su otra obra de Broadway fue el de Walter Cole en American Buffalo de David Mamet, que se estrenó en el Ethel Barrymore Theatre 16 de febrero de 1977 y que se despidió en el Belasco Theatre el 11 de junio de 1977.

### 1959-1962ː Ingreso en la televisión
En 1959, Duvall hizo su primera aparición televisiva en el Armstrong Circle Theater en el episodio "The Jailbreak". Desde entonces y durante la primera parte de la década de los 60, se hizo habitual en la televisión como actor invitado, ya fuera acción, suspense o detectives. Entre sus a`pariciones se incluyen capítulos en Alfred Hitchcock Presents, Naked City, The Untouchables, Route 66, The Twilight Zone, Combat!, The Outer Limits, The Fugitive, T.H.E. Cat, Voyage to the Bottom of the Sea, The Time Tunnel, The F.B.I. y The Mod Squad.

### 1962-1972ː Primeros años en el cine
Su debut en el cine fue estelar. Encarnó a Boo Radley en la aclamada crítica Matar a un ruiseñor (To Kill a Mockingbird) (1962). Pudo entrar en el elenco gracias a la recomendación del guionista Horton Foote, que coincidió con Duvall en el Neighborhood Playhouse durante la producción de 1957 The Midnight Caller. Foote, que colaboró con Duvall muchas veces más a lo largo de sus carreras, dijo que creía que Duvall tenía un amor particular por la gente común y la capacidad de infundir revelaciones fascinantes en sus papeles. Foote ha descrito a Duvall como "nuestro actor número uno."
Después de To Kill a Mockingbird, Duvall apareció en varias películas de la década de los 60, sobre todo con papeles pequeños o secundarios. Entre sus papeles más importantes se incluyen el de Capitán Paul Cabot Winston en Capitán Newman (1963), Nestor en El detective (The detective) (1968) y Gordon en Llueve sobre mi corazón (The Rain People), la primera colaboración con Francis Ford Coppola. Duvall también tuvo un pequeño papel como taxista que lleva a McQueen en la escena de persecución de Bullitt (1968). También tuvo papeles de villano como el de "Lucky" Ned Pepper en Valor de ley (True Grit) (1969), en el que tiene un intenso tiroteo con John Wayne.
La década de los 70 comienza con mucho trabajo. Centra muchas de las miradas por su interpretación del Mayor Frank Burns en la película MASH y por protagonizar THX 1138 en 1971 donde interpreta a un fugitivo que intenta escapar de una sociedad controlada por robots.

### 1972-1979ːEl padrinoː lanzamiento al estrellato

Su carrera interpretativa dio un giro transcendental en 1972 cuando encarnó a Tom Hagen en El padrino (The Godfather) (1972) y El Padrino II (The Godfather Part II) (1974). Por la primera de la secuela, Duvall conseguiría la nominación al Óscar al mejor Actor de reparto.
A partir de ese momento, el actor comenzó a ser un actor habitual tanto en su faceta de actor principal como secundaria. Así, lo pudimos ver en 1976, en películas como Ha llegado el águila (The Eagle Has Landed) y como Dr. Watson en Elemental, Doctor Freud (The Seven-Per-Cent Solution) con Nicol Williamson, Alan Arkin, Vanessa Redgrave y Laurence Olivier. A mediados de los 70,  Duvall estaba en entre los actores de carácter más valorados. La revista People lo describió como "El número uno o dos de Hollywood". Duvall recibió otras nominación al Óscar y ganó el Premio BAFTA y el Globo de Oro  por su interpretación del teniente coronel Kilgore en Apocalypse Now (1979). Su frase "Me encanta el olor del napalm por la mañana" ("I love the smell of napalm in the morning") es un momento icónico del cine. 
Duvall recibió una nominación a los BAFTA por su interpretación del detestable ejecutivo de televisión Frank Hackett en la acalamada Network de 1976. Tres años después, consiguió su primera nominación al Óscar al mejor actor por El don del coraje (The Great Santini) (1979) como el duro e implacable teniente coronel "Bull" Meechum. La década de los 70 acabó con otros papeles destacables como el de La saga de los Henderman junto a Laurence Olivier y Tommy Lee Jones (1978) y el del Presidente Dwight D. Eisenhower en la serie de televisión Ike (1979).
Francis Ford Coppola elogió a Duvall como "uno de los cuatro o cinco mejores actores de todo el mundo". Alternando con el cine, en 1977 Duvall volvió a Broadway para aparecer en la obra American Buffalo de David Mamet, diciendo "espero que esto me consiga mejores papeles en películas". Recibió la nominación a los Premios Drama Desk.

"No puedes inventar o impulsar algo más que lo que tienes en ese momento como tú mismo, como ese personaje. Eres tú en ese momento en el tiempo. ... Entre la acción y el corte, es un mundo agradable, pero no puedes forzar eso más de lo que puedes forzarlo en la vida."

### 1980-1989ː Década de altibajos... y de Óscar

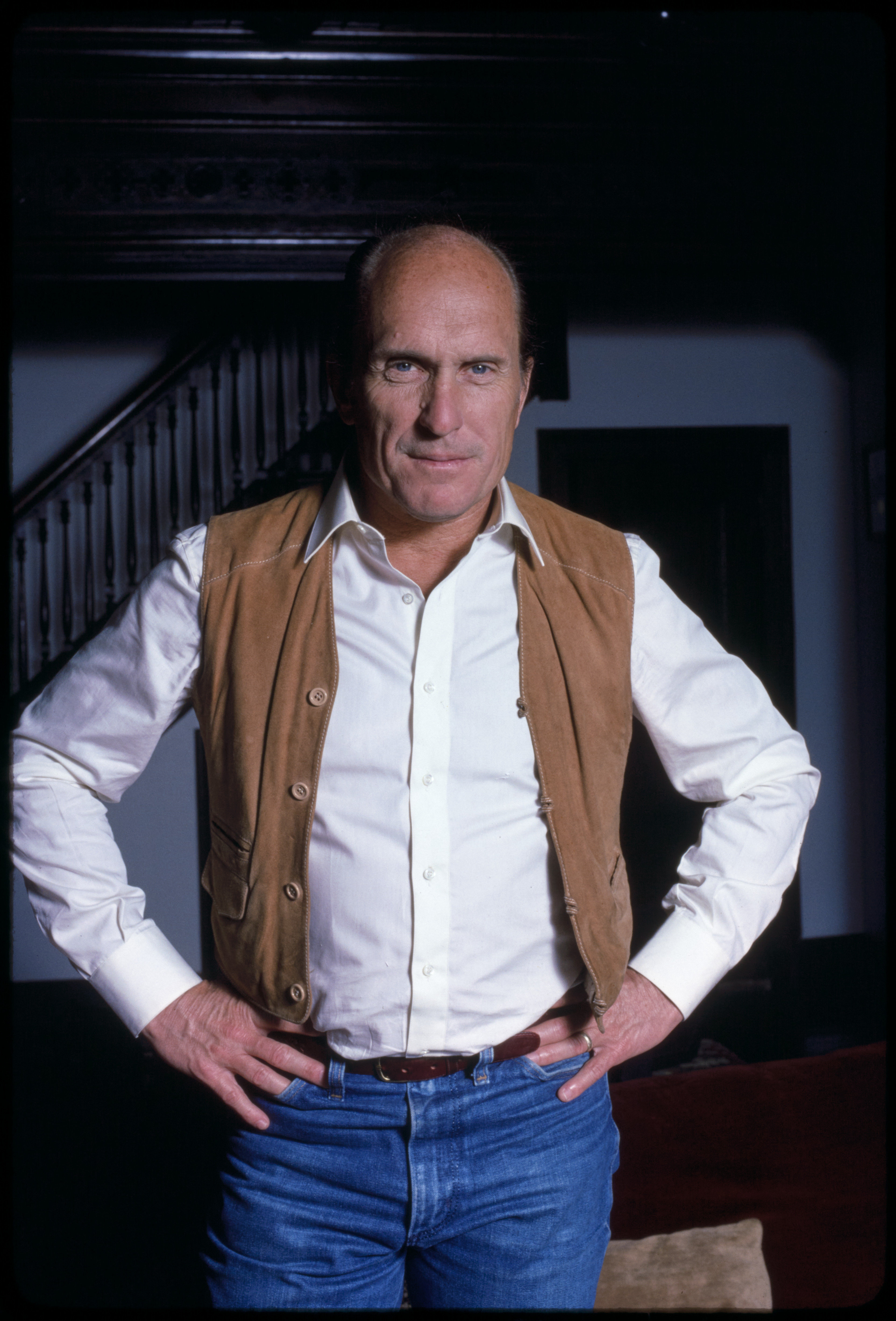
Duvall en su piso de Nueva York en 1984

La década de los 80 siguió trabajando pero su gran momento de esta década fue la consecución del Óscar al mejor actor como el cantante de country Mac Sledge en Gracias y favores (Tender Mercies) (1983). Duvall compuso sus propias canciones, insistiendo en que apareciera en su contrato que él mismo cantase las canciones. Duvall dijo, "¿Qué gracia tiene si no vas a poder cantar? ¿Simplemente van a doblar a alguien más? Quiero decir, no tiene sentido eso." La actriz Tess Harper, coprotagonista en el film, dijo que Duvall se hizo propio el personaje tan completamente que solo llegó a conocer a Mac Sledge y no al propio Duvall. El director Bruce Beresford confirmó que la transformación fue tan creíble que podía sentir que la piel se le erizaba en la nuca el primer día de filmación con Duvall. El director añadió "Duvall tiene la capacidad de sentir por completo a la persona que está actuando. Se convierte total y completamente en esa persona hasta un grado que es asombroso." A pesar de estas palabras, Duvall y Beresford no se llevaron bien durante la producción y, a menudo, se enfrentaban durante el rodaje, incluido un día en el que Beresford abandonó el plató frustrado.
A pesar del Óscar, esto no se tradujo ni en mejores ofertas ni en mejores papeles para Duvall. A pesar de que tuvo algunos papeles atractivos como el del ácido comentarista de deportes Max Mercy en El mejor (The Natural) (1984) o el del policía de Los Ángeles Bob Hodges en Colors (1988), en general las apariciones de Duvall en la segunda mitad de los 80 fueron bastante mediocres y con poco éxito en taquilla.

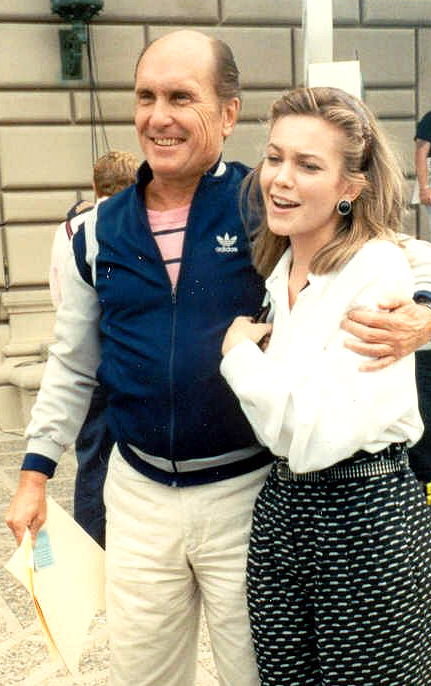
Duvall con Diane Lane en los Premios Emmy en septiembre de 1989

En 1989, Duvall apareció en la miniserie Paloma Solitaria (Lonesome Dove) en el papel de Capitán Augustus "Gus" McCrae, Texas Rangers. Por su papel como ex oficial de paz de Texas Ranger, Duvall fue entrenado en el uso de revólveres por el tirador Joe Bowman. El actor considera este papel como uno de sus papeles favoritos. Por este papel, ganó las nominaciones para el Globo de Oro y el Emmy.

### 1990-2000 Trabajo frenético y debut como director
La década de los 90 comenzó con el rechazo a uno de sus papeles más icóniocos. Para El padrino III (1990), Duvall no aceptó volver a hacer el papel de Tom Hagen, a menos que le pagaran un salario comparable a los de Al Pacino. En 2004, Duvall explicó en una entrevista en 60 Minutes el motivo de su rechazo. El actor dijo "si a Al Pacino le pagan el doble de lo que me pagaban a mi, me parece bien. Pero no tres o cuatro veces, que es lo que hicieron" En 1992, Duvall creó su propia productora, Butcher's Run Films.
A partir de aquí, Duvall mantuvo una actividad frenética en la que en algunos años llegó a aparecer en tres o cuatro películas el mismo año. Ha rodado películas también como director. De esta década destacan el de jefe de equipo en Días de trueno (Days of Thunder) de Tony Scott (1990), polícia retirado en Un día de furia (Falling Down) de Joel Schumacher (1993), un barbero hispano en Vaya par de amigos (Wrestling Ernest Hemingway) de Randa Haines (1993), el editor de un periódico de Nueva York en The Paper de Ron Howard (1994), un doctor rural en Phenomenon de Jon Turteltaub (1996), un padre que es dueño de una granja de caballos de salto en Algo de qué hablar (Something to Talk About) de Lasse Hallström (1995), un padre abusador en El otro lado de la vida (Sling Blade) de Billy Bob Thornton, astronauta en Deep Impact de Mimi Leder (1998), mecánico en 60 segundos (Gone in 60 Seconds) de Dominic Sena (2000), entrenador de fútbol americano en Camino hacia la gloria (A Shot at Glory) y científico en El sexto día (The 6th Day) (2000).
En 1997, ejerció las funciones de guionista, director y productor (tuvo que poner cinco millones de su patrimonio después de que muchas productoras rechazaran el proyecto) con The Apostle, película que narra la historia del predicador evangélico Euliss "Sonny" Dewey que huye de la ley. Esta actuación le valió una nominación al Óscar al mejor actor. Al año siguiente, recibiría otra nominación, en esta ocasión como mejor actor de reparto con A Civil Action (1998). 
En esta década, Duvall también trabajó periódicamente para televisión. Consiguió el Globo de Oro al mejor actor - Miniserie o telefilme y una nominación a los Emmy en la misma categoría por su interpretación del líder soviético Iósif Stalin en el telefilm de 1992 Stalin. Fue nominado al Emmy nuevamente en 1997 por su encarnación de Adolf Eichmann en The Man Who Captured Eichmann.

### Siglo XXː Últimos papeles

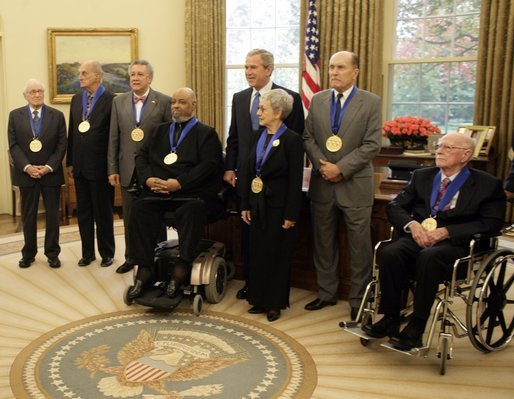
Presidente George W. Bush junto a los condecorados con la Medalla Nacional de las Artes de 2005. De izquierda a derecha: Leonard Garment, Louis Auchincloss, Paquito D'Rivera, James DePreist, Tina Ramirez, Robert Duvall y Ollie Johnston

Duvall empezó a espaciar sus intervenciones en la gran pantalla. A pesar de que empezó la primera década del siglo XXI con muchas intervenciones como el de oficial de policía en John Q. (2002), el jefe de una banda en Open Range (2003), el de un entrenador de fútbol americano en la comedia Un entrenador genial (Kicking & Screaming), el de un anciano de espíritu libre en El secreto de los McCann (Secondhand Lions) (2003), el de campeón de póker en Las Vegas en Lucky You y el jefe de policía de Nueva York en La noche es nuestra (We Own the Night) (ambas de 2007), se presencia fue menguando al llegar a los 80 años. También se puso detrás de la pantalla en 2002 con su segundo filmː Assassination Tango un thriller sobre una de sus aficiones favoritas, el tango. En esta película, dirige a su mujer, la actriz Luciana Pedraza y está rodada en Buenos Aires.
Estos años son los de reconocimiento por su carrera. Así recibió la estrella en el Paseo de la Fama de Hollywood el 18 de septiembre de 2003. y fue premiado con la Medalla Nacional de las Artes en 2005 por el presidente George W. Bush en la Casa Blanca.
En 2014, protagonizó en El juez (The Judge) junto a Robert Downey Jr.. A pesar de que la película recibió críticas ambivalentes, la interpretación de Duvall fue aclamada unitariamente. De hecho, fue nominado para el Globo de Oro, al Screen Actors Guild y al Óscar como actor de reparto. A sus 84 años, Duvall se convirtió en el actor de más edad en conseguir una nominación al Óscar en este apartado, superando a Christopher Plummer, que ostentaba ese honor.
En 2018, apareció en el thriller dirigido por Steve McQueen Viudas (Widows) como un corrupto. La película obtuvo elogios de la crítica. En la década de los 20, cuando el actor ya contaba con 90 años, todavía lo pudimos ver en algunos proyectos como los de Doce huérfanos (12 Mighty Orphans) (2021), Garra y Los crímenes de la academia (The Pale Blue Eye) de 2022.

## Vida personal

### Relaciones

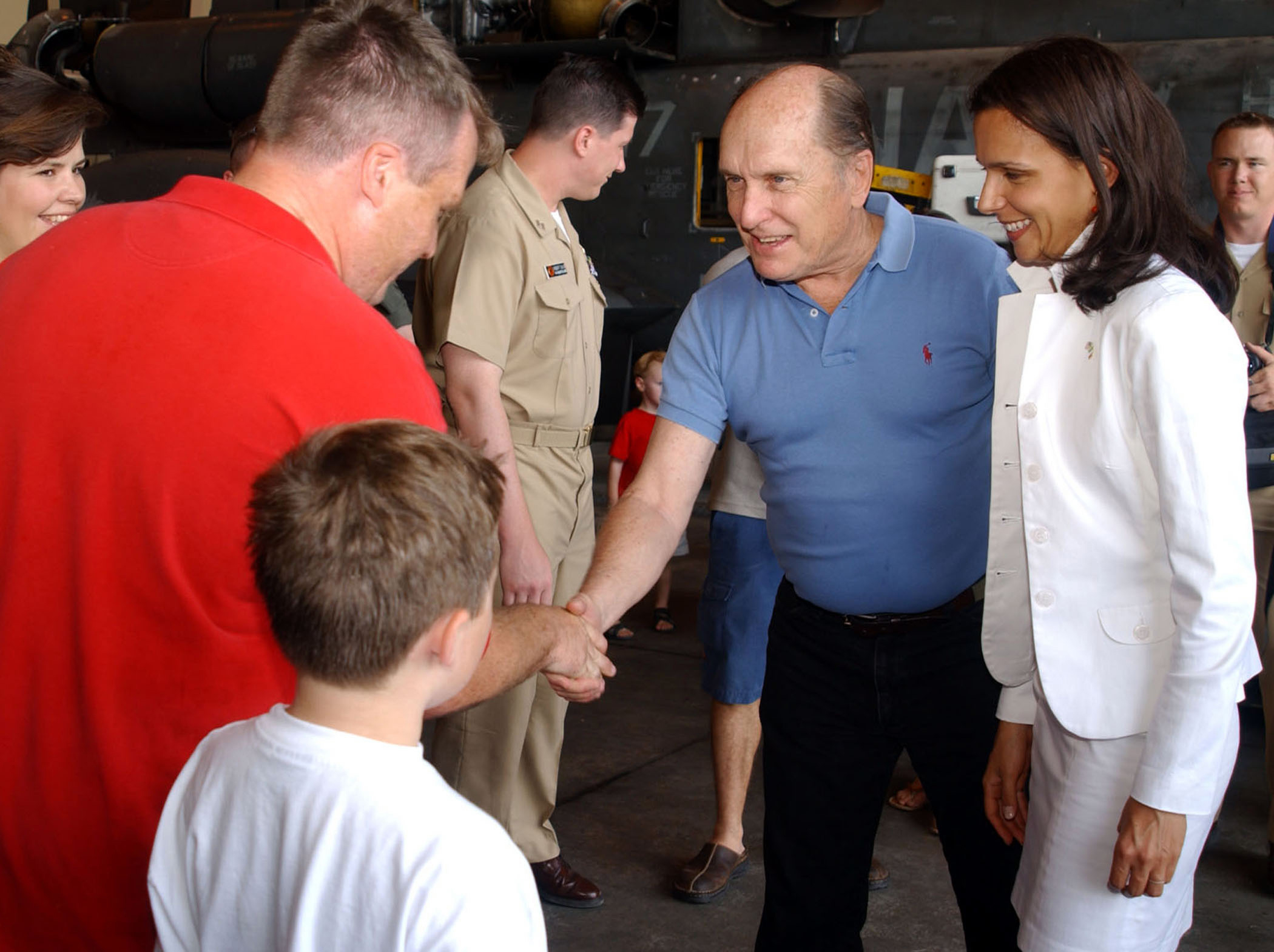
Duvall con su actual mujer Luciana Pedraza (derecha) dando la mano a los miembros del "The Black Stallions" del Escuadrón del Helicóptero de Combate en el Festival de Cine de Taormina en Sicilia.

Duvall se ha casado cuatro veces aunque nunca ha tenido hijos. "Creo que tengo disparos de fogueo (I guess I’m shooting blanks)" bromeó en 2007. En otra ocasión dijo, "[Lo he intentado] con muchas mujeres, dentro y fuera del matrimonio." Duvall conoció a su primera mujer Barbara Benjamin, bailarín del The Jackie Gleason Show, durante le rodaje de Matar a un ruiseñor. Ella aparecería en Guys and Dolls (1955) y The Courtship of Eddie's Father (1963) con el nombre artístico de Barbara Brent y tenía dos hijas de un matrimonio anterior. La pareja se casó en 1964 y se divorciaron en 1975. Su segunda mujer fue Gail Youngs, con la que estuvo casado de 1982 a 1986. Producto de este matrimonio, fue temporalmente cuñado de John Savage, Robin Young y Jim Youngs. Su tercer matrimonio fue con la bailarina Sharon Brophy, matriomonio que duró de 1991 a 1995.
En 2004 se casó con la actriz argentina Luciana Pedraza, con quien convivía desde 1996. Pedraza es nieta de la pionera de la aviación argentina Susana Ferrari Billinghurst. Se conocieron en Argentina, donde el actor recuerda, "La floristería estaba cerrada por lo que fui a la panadería. Si la floristería hubiera estado abierta, nunca la habría conocido." Ambos nacieron el 5 de enero con 41 años de diferencia. Es gracias a ella que domina el español con fluidez y tiene una casa en Argentina, que visita varias veces al año y es un diestro bailarín de tango, donde tiene una academia de tango en Estados Unidos.
Duvall tiene su hogar en el estado de Virginia Occidental. 

### Política
Duvall siempre se ha declarado entre libertario y conservador. de hecho, fue invitado para la toma de posesión del Presidente republicano George W. Bush. En septiembre de 2007, anunció su apoyo al candidato Rudy Giuliani a las Primarias presidenciales del Partido Republicano de 2008. En septiembre de 2008, apareció en el escenario en un mitin de John McCain–Sarah Palin en Nuevo México, y respaldó al candidato presidencial republicano Mitt Romney en 2012.

## Filmografía
Cine
| Año  | Película                        | Director                        | Personaje                       |
| ---- | ------------------------------- | ------------------------------- | ------------------------------- |
| 1962 | To Kill a Mockingbird           | Robert Mulligan                 | Arthur 'Boo' Radley             |
| 1963 | Capitán Newman                  | David Miller                    | Capitán Paul Cabot Winston      |
| 1965 | Pesadilla bajo el sol           | John Derek y Marc Lawrence      | Motociclista                    |
| 1966 | La jauría humana                | Arthur Penn                     | Edwin Stewart                   |
| 1967 | Cuenta atrás                    | Robert Altman                   | Chiz                            |
| 1968 | Bullitt                         | Peter Yates                     | Weissberg - Cab Driver          |
| 1968 | El detective                    | Gordon Douglas                  | Nestor                          |
| 1969 | Valor de ley                    | Henry Hathaway                  | Ned Pepper                      |
| 1969 | Llueve sobre mi corazón         | Francis Ford Coppola            | Gordon                          |
| 1970 | M*A*S*H                         | Robert Altman                   | Mayor Frank Burns               |
| 1970 | The Revolutionary               | Paul Williams                   | Despard                         |
| 1971 | THX 1138                        | George Lucas                    | THX 1138                        |
| 1971 | Lawman                          | Michael Winner                  | Vernon Adams                    |
| 1972 | El padrino                      | Francis Ford Coppola            | Tom Hagen                       |
| 1972 | Tomorrow                        | Joseph Anthony                  | Jackson Fentry                  |
| 1972 | Joe Kidd                        | John Sturges                    | Frank Harlan                    |
| 1972 | Sin ley ni esperanza            | Philip Kaufman                  | Jesse James                     |
| 1973 | Fría como un diamante           | Tom Gries                       | Ford Pierce                     |
| 1973 | Tras la huella del delito       | Howard W. Koch                  | Eddie Ryan                      |
| 1973 | La organización criminal        | John Flynn                      | Earl Macklin                    |
| 1974 | El Padrino II                   | Francis Ford Coppola            | Tom Hagen                       |
| 1974 | La conversación                 | Francis Ford Coppola            | Director (no acreditado)        |
| 1975 | Fuga suicida                    | Tom Gries                       | Jay Wagner                      |
| 1975 | Los aristócratas del crimen     | Sam Peckinpah                   | George Hansen                   |
| 1976 | Network                         | Sidney Lumet                    | Frank Hackett                   |
| 1976 | Elemental, Dr. Freud            | Herbert Ross                    | Dr. John H. Watson              |
| 1976 | Ha llegado el águila            | John Sturges                    | Coronel Max Radl                |
| 1977 | Yo, el mejor                    | Tom Gries y Monte Hellman       | Bill McDonald                   |
| 1978 | La saga de los Hardeman         | Daniel Petrie                   | Loren Hardeman III              |
| 1978 | Invasion of the Body Snatchers  | Philip Kaufman                  | Sacerdote                       |
| 1979 | Apocalypse Now                  | Francis Ford Coppola            | Teniente coronel Bill Kilgore   |
| 1979 | El don del coraje               | Lewis John Carlino              | Teniente coronel "Bull" Meechum |
| 1981 | Confesiones verdaderas          | Ulu Grosbard                    | Tom Spellacy                    |
| 1981 | Un millón de dólares en el aire | Roger Spottiswoode y Buzz Kulik | Gruen                           |
| 1983 | Tender Mercies                  | Bruce Beresford                 | Mac Sledge                      |
| 1984 | El mejor                        | Barry Levinson                  | Max Mercy                       |
| 1984 | The Stone Boy                   | Christopher Cain                | Joe Hillerman                   |
| 1985 | El buque-faro                   | Jerzy Skolimowski               | Calvin Caspary                  |
| 1986 | Belizaire                       | Glen Pitre                      | El reverendo                    |
| 1986 | Rescate infernal                | Stuart Rosenberg                | Norman Shrike                   |
| 1987 | Hotel Colonial                  | Cinzia Th. Torrini              | Roberto Carrasco                |
| 1988 | Colors                          | Dennis Hopper                   | Agente Bob Hodges               |
| 1990 | Bajo otra bandera               | Bruno Barreto                   | Howard                          |
| 1990 | Días de trueno                  | Tony Scott                      | Harry Hogge                     |
| 1990 | El cuento de la criada          | Volker Schlöndorff              | Comandante                      |
| 1991 | Rambling Rose                   | Martha Coolidge                 | Señor Hillyer                   |
| 1991 | Convictos                       | Peter Masterson                 | Soll Gautier                    |
| 1992 | La pandilla                     | Kenny Ortega                    | Joseph Pulitzer                 |
| 1992 | La peste                        | Luis Puenzo                     | Joseph Grand                    |
| 1993 | Un día de furia                 | Joel Schumacher                 | Prendergast                     |
| 1993 | Gerónimo, una leyenda           | Walter Hill                     | Al Sieber                       |
| 1993 | Vaya par de amigos              | Randa Haines                    | Walter                          |
| 1994 | The Paper                       | Ron Howard                      | Bernie White                    |
| 1995 | Something to Talk About         | Lasse Hallström                 | Wyly King                       |
| 1995 | Camino de la fortuna            | James Keach                     | Mr. Cox                         |
| 1995 | The Scarlet Letter              | Roland Joffé                    | Roger Chillingworth             |
| 1996 | Sling Blade                     | Billy Bob Thornton              | Padre de Karl                   |
| 1996 | Phenomenon                      | Jon Turteltaub                  | Doc                             |
| 1996 | Un asunto de familia            | Richard Pearce                  | Earl Pilcher Jr.                |
| 1997 | The Apostle                     | Robert Duvall                   | Euliss 'Sonny' Dewey            |
| 1998 | Conflicto de intereses          | Robert Altman                   | Dixon Doss                      |
| 1998 | Deep Impact                     | Mimi Leder                      | Cap. Spurgeon 'Fish' Tanner     |
| 1998 | A Civil Action                  | Steven Zaillian                 | Jerome Facher                   |
| 2000 | 60 segundos                     | Dominic Sena                    | Otto Halliwell                  |
| 2000 | El sexto día                    | Roger Spottiswoode              | Dr. Griffin Weir                |
| 2000 | Camino hacia la gloria          | Michael Corrente                | Gordon McLeod                   |
| 2002 | John Q                          | Nick Cassavetes                 | Tte. Frank Grimes               |
| 2002 | Assassination Tango             | Robert Duvall                   | John J. Anderson                |
| 2003 | Dioses y generales              | Ron Maxwell                     | General Robert E. Lee           |
| 2003 | Open Range                      | Kevin Costner                   | Boss Spearman                   |
| 2003 | Secondhand Lions                | Tim McCanlies                   | Hub                             |
| 2005 | Kicking & Screaming             | Jesse Dylan                     | Buck Weston                     |
| 2005 | Gracias por fumar               | Jason Reitman                   | Capitán                         |
| 2007 | Lucky You                       | Curtis Hanson                   | Mr. Cheever                     |
| 2007 | We Own the Night                | James Gray                      | Burt Grusinsky                  |
| 2008 | Como en casa en ningún sitio    | Seth Gordon                     | Howard                          |
| 2009 | The Road                        | John Hillcoat                   | Anciano                         |
| 2009 | Get Low                         | Aaron Schneider                 | Félix Bush                      |
| 2009 | Crazy Heart                     | Scott Cooper                    | Wayne                           |
| 2011 | Seven Days in Utopia            | Matthew Dean Russell            | Johnny Crawford                 |
| 2012 | Jack Reacher                    | Christopher McQuarrie           | Cash                            |
| 2012 | Infierno en Alabama             | Billy Bob Thornton              | Jim Caldwell                    |
| 2013 | Una noche en el Viejo México    | Emilio Aragón                   | Red Bovie                       |
| 2014 | The Judge                       | David Dobkin                    | Joseph Palmer                   |
| 2015 | Caballos salvajes               | Robert Duvall                   | Scott Briggs                    |
| 2016 | En lucha incierta               | James Franco                    | Bolton                          |
| 2018 | Viudas                          | Steve McQueen                   | Tom Mulligan                    |
| 2021 | Doce huérfanos                  | Ty Roberts                      | Mason Hawk                      |
| 2022 | Garra                           | Jeremiah Zagar                  | Rex Merrick                     |
| 2022 | Los crímenes de la academia     | Scott Cooper                    | Jean Pepe                       |

## Premios
Premios Óscar
| Año  | Categoría              | Película          | Resultado |
| ---- | ---------------------- | ----------------- | --------- |
| 1973 | Mejor actor de reparto | El Padrino        | Nominado  |
| 1980 | Mejor actor de reparto | Apocalypse Now    | Nominado  |
| 1981 | Mejor actor            | The Great Santini | Nominado  |
| 1984 | Mejor actor            | Gracias y favores | Ganador   |
| 1998 | Mejor actor            | The Apostle       | Nominado  |
| 1999 | Mejor actor de reparto | A Civil Action    | Nominado  |
| 2015 | Mejor actor de reparto | The Judge         | Nominado  |

Premios Globo de Oro
| Año  | Categoría                           | Película       | Resultado |
| ---- | ----------------------------------- | -------------- | --------- |
| 2015 | Mejor actor de reparto              | The Judge      | Nominado  |
| 2007 | Mejor actor - Miniserie o telefilme | Broken Trail   | Nominado  |
| 1998 | Mejor actor de reparto              | A Civil Action | Nominado  |
| 1993 | Mejor actor - Miniserie o telefilme | Stalin         | Ganador   |
| 1990 | Mejor actor - Miniserie o telefilme | Lonesome Dove  | Ganador   |
| 1984 | Mejor actor - Drama                 | Tender Mercies | Ganador   |
| 1980 | Mejor actor de reparto              | Apocalypse Now | Ganador   |

Premios BAFTA
| Año  | Categoría              | Película       | Resultado |
| ---- | ---------------------- | -------------- | --------- |
| 1979 | Mejor actor de reparto | Apocalypse Now | Ganador   |
| 1978 | Mejor actor de reparto | Network        | Nominado  |
| 1973 | Mejor actor de reparto | El Padrino     | Nominado  |

Premios del Sindicato de Actores
| Año  | Categoría                                         | Película                      | Resultado |
| ---- | ------------------------------------------------- | ----------------------------- | --------- |
| 1998 | Mejor actor de reparto                            | A Civil Action                | Ganador   |
| 1996 | Mejor actor de televisión - Miniserie o telefilme | The Man Who Captured Eichmann | Nominado  |

Premios Emmy
| Año  | Categoría                           | Película                      | Resultado |
| ---- | ----------------------------------- | ----------------------------- | --------- |
| 1989 | mejor actor - Miniserie o telefilme | Lonesome Dove                 | Nominado  |
| 1992 | mejor actor - Miniserie o telefilme | Stalin                        | Nominado  |
| 1996 | mejor actor - Miniserie o telefilme | The Man Who Captured Eichmann | Nominado  |
| 2006 | mejor actor - Miniserie o telefilme | Broken Trail                  | Ganador   |
| 2006 | Emmy a la mejor miniserie           | Broken Trail                  | Ganador   |

Premios Independent Spirit
| Año  | Categoría         | Película      | Resultado |
| ---- | ----------------- | ------------- | --------- |
| 1991 | Mejor actor       | Rambling Rose | Nominado  |
| 1997 | Mejor director    | The Apostle   | Ganador   |
| 1997 | Mejor actor       | The Apostle   | Ganador   |
| 1997 | Mejor guion       | The Apostle   | Nominado  |
| 2009 | Mejor ópera prima | Crazy Heart   | Ganador   |

Festival Internacional de Cine de San Sebastián
| Año  | Categoría       | Resultado |
| ---- | --------------- | --------- |
| 2003 | Premio Donostia | Ganadora  |

Festival Internacional de Cine de Venecia
| Año  | Categoría                      | Película               | Resultado |
| ---- | ------------------------------ | ---------------------- | --------- |
| 1981 | Premio Pasinetti - Mejor actor | Confesiones verdaderas | Ganador   |
| 1981 | Golden Phoenix - Mejor actor   | Confesiones verdaderas | Ganador   |